# Yamaha CX5M
Yamaha CX5M — персональный компьютер стандарта MSX со встроенным восьмиканальным FM-синтезатором, впервые представленный японской корпорацией Yamaha в 1984 году.

## Спецификация

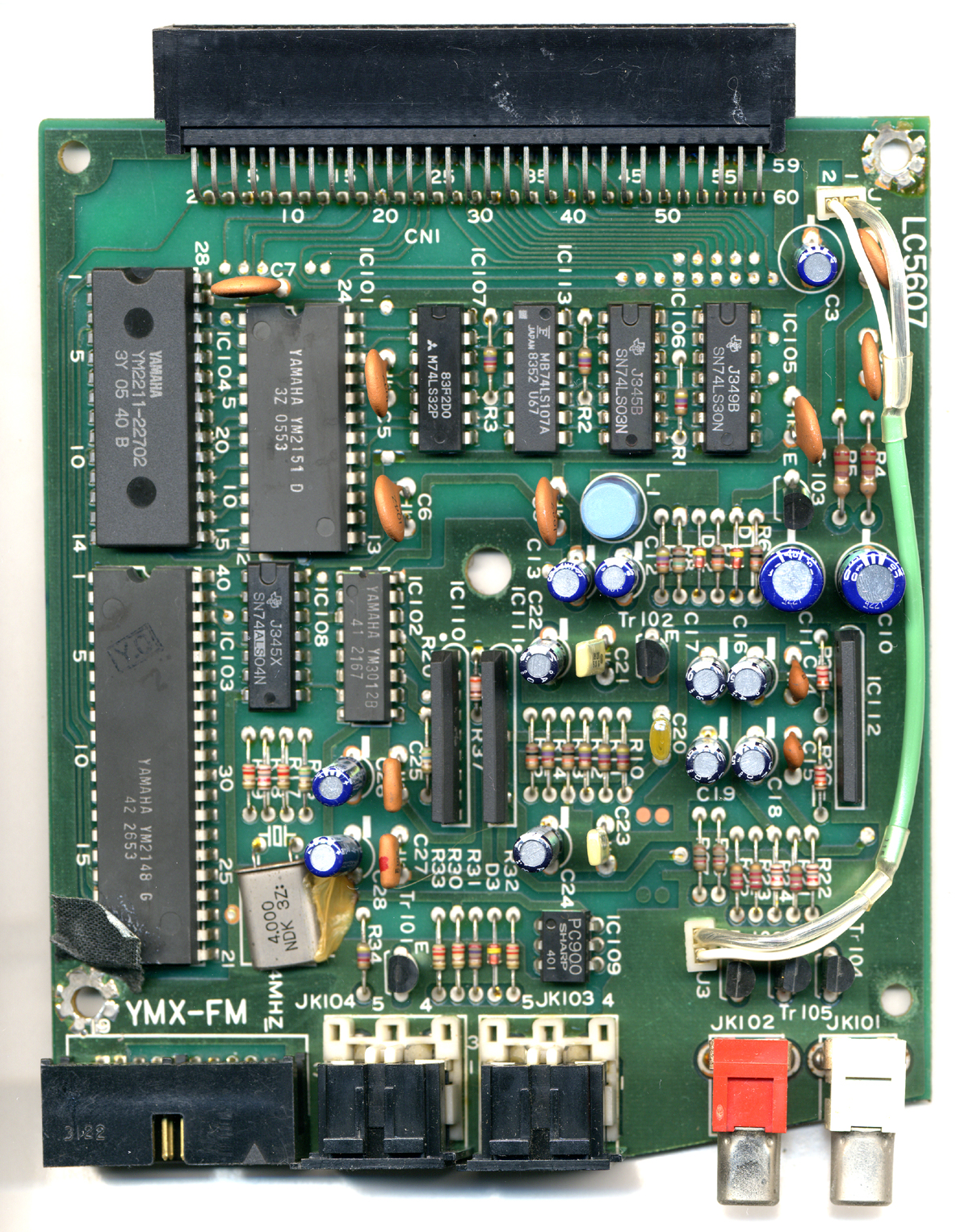
Плата FM-синтезатора Yamaha SFG-01

CX5M был построен на основан на стандарте платформы MSX, которая предусматривала использование картриджей для расширения функционала компьютера. Yamaha использовала картриджи для выпуска специализированных программ для работы с музыкой, включая программатор для синтезаторов серии Yamaha DX и секвенсоры для создания музыки, которые позволяли использовать банки из 48 инструментов для встроенного синтезатора и выводить до восьми каналов музыки на встроенный модуль или внешние инструменты через MIDI-интерфейс.
Было выпущено три версии CX5M. Первая содержала FM-модуль SFG-01, который не мог принимать внешнюю MIDI-информацию, он требовал для своей работы клавиатуру собственного разработки Yamaha и мог использовать MIDI-порт только для вывода музыки на синтезаторы Yamaha DX7. Вторая версия CX5M II (CX7M/128 в Японии) использовала уже улучшенный синтезатор SFG-05, поддерживающий полноценный MIDI-ввод и позволяющий выводить мелодии на внешний MIDI-синтезатор. Позднее была выпущена модификация CX5M II, содержащая незначительные изменения.
В 1986 году Yamaha выпустила MIDI-модуль Yamaha FB-01, являющийся по сути SFG-05 в собственном корпусе